# Centaurus A
Centaurus A (také známá jako NGC 5128 nebo Caldwell 77) je významná čočková galaxie v souhvězdí Kentaura. Objevil ji skotský astronom James Dunlop v roce 1826 při svém pobytu v Parramatta v Novém Jižním Walesu v Austrálii. Ohledně základních vlastností této galaxie se vedou značné spory; její klasifikace se udává buď jako čočková galaxie, nebo obří eliptická galaxie,
vzdálenost se udává v rozsahu 10 až 16 milionů světelných let.
U galaxie Centaurus A, podobně jako u dalších hvězdotvorných galaxií, panuje podezření, že prudkou tvorbu hvězd spustila galaktická srážka. Modely naznačují, že Centaurus A byla velkou eliptickou galaxií, která se srazila s menší spirální galaxií.

## Černá díra
Centaurus A je jednou z nejbližších rádiových galaxií, proto bylo její aktivní galaktické jádro rozsáhle zkoumáno profesionálními astronomy.
Ve středu galaxie se nachází obří černá díra s hmotností 55 milionů hmotností Slunce,
z níž proudí výtrysky plazmatu, které jsou zdrojem rentgenového záření a rádiových vln. Za deset let rádiového pozorování těchto výtrysků astronomové zjistili, že se jejich vnitřní části pohybují přibližně polovinou rychlosti světla. Rentgenové záření vzniká dále od černé díry, kde se výtrysky sráží s okolními plyny za vzniku velmi energických částic. Rentgenové výtrysky galaxie Centaurus A jsou dlouhé tisíce světelných let, zatímco v rádiovém spektru dosahují délky přes milion světelných let.

## Skladba galaxie

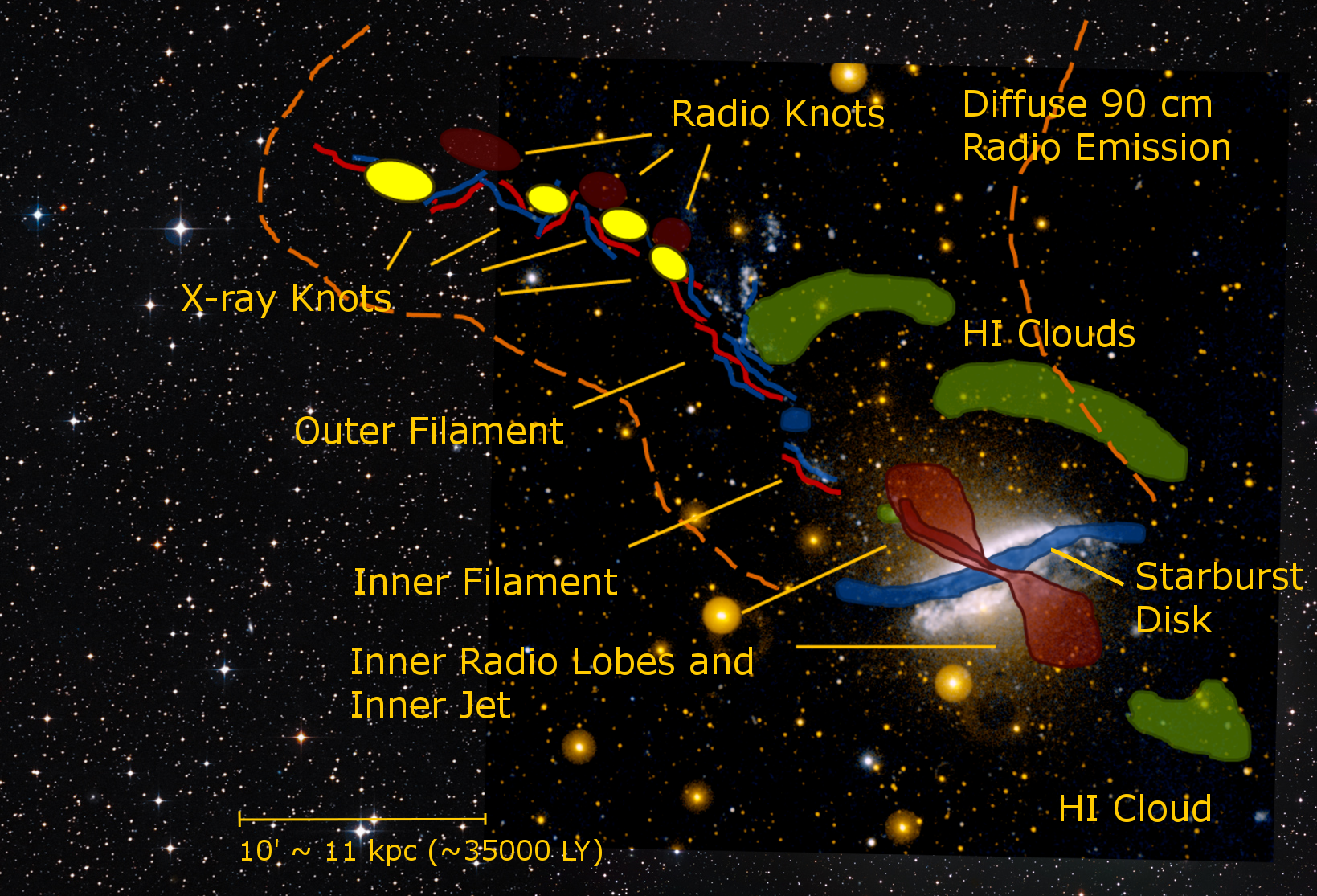
Schematické znázornění složek galaxie Centaurus A

Centaurus A má zvláštní členitost. Při pohledu ze Země vypadá jako čočkovitá nebo eliptická galaxie překrytá prachovým pásem.
Zvláštnost této galaxie jako první rozpoznal John Herschel v roce 1847 a Halton Arp ji později zahrnul do svého katalogu zvláštních galaxií (Atlas of Peculiar Galaxies) jako jeden z nejlepších příkladů narušených galaxií zastíněných prachem.
Zvláštní tvar této galaxie je obvykle vysvětlován jako důsledek události spojení dvou menších galaxií.
Galaktická výduť je složená hlavně z vyvinutých červených hvězd, ale prachový disk je místem nedávného vzniku hvězd; bylo v něm nalezeno více než 100 hvězdotvorných oblastí.

## Supernovy
V galaxii Centaurus A zatím byly pozorovány dvě supernovy. První supernovu označenou SN 1986G s magnitudou 12,5 objevil v oblasti prachového pásu galaxie Robert Evans v roce 1986.
Později byla označena za supernovu typu Ia
a bylo pomocí ní ukázáno, že spektrum těchto supernov nemusí být vždy stejné a mohou se také lišit ve způsobu, jak se mění jejich jasnost v čase.
Druhá supernova, pojmenovaná SN 2016adj,
byla objevena pomocí projektu Backyard Observatory Supernova Search v únoru 2016.

## Vzdálenost
Odhady vzdálenosti této galaxie, pořízené od 80. let 20. století, se pohybují mezi 3 a 5 Mpc.
Pomocí klasických delta cefeid objevených ve velmi zastíněném prachovém pásu byla vypočtena vzdálenost přibližně 3 až 3,5 Mpc, podle použitého součinitele zastínění a dalších okolností. V galaxii byly kromě mirid objeveny i cefeidy typu II, které se mimo Místní skupinu galaxií objevují pouze zřídka.
Vzdálenost galaxie určená z několika ukazatelů, jako jsou miridy a planetární mlhoviny, se blíží vyšší hodnotě 3,8 Mpc.

## Pozorování

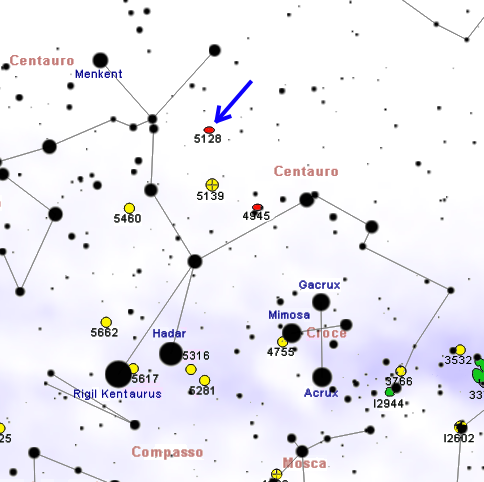
Poloha galaxie Centaurus A v souhvězdí Kentaura

Galaxie je pátou nejjasnější na obloze,
má velkou plošnou jasnost a velký úhlový rozměr, a proto je oblíbeným objektem pozorování amatérských astronomů,
i když je pozorovatelná pouze z malých severních šířek a z jižní polokoule. Ve střední Evropě vůbec nevychází nad obzor. Jasná galaktická výduť a tmavý prahový pás mohou být vidět i v hledáčku dalekohledu a velkém triedru. Velký astronomický dalekohled může ukázat i další podrobnosti.
Za výjimečně dobrých podmínek může být tato galaxie viditelná pouhým okem.
Na obloze se nachází ve střední části souhvězdí Kentaura, 4,5 stupně severně od výrazné, pouhým okem viditelné, kulové hvězdokupy Omega Centauri.

## Sousední galaxie
Centaurus A je spolu s galaxií Galaxií Jižní větrník (M83) hlavním členem skupiny galaxií Centaurus A/M83.
Tato skupina někdy bývá dělena na dvě samostatné podskupiny,
ale galaxie kolem Centaurus A a M83 jsou fyzicky navzájem velmi blízko a obě podskupiny nevykazují vzájemný pohyb.
Skupina galaxií patří do Místní nadkupy galaxií. Kupa galaxií v Kentaurovi (Abell 3526), která se nachází 6 stupňů západně od galaxie Centaurus A, leží v desetkrát větší vzdálenosti.

## Galerie obrázků

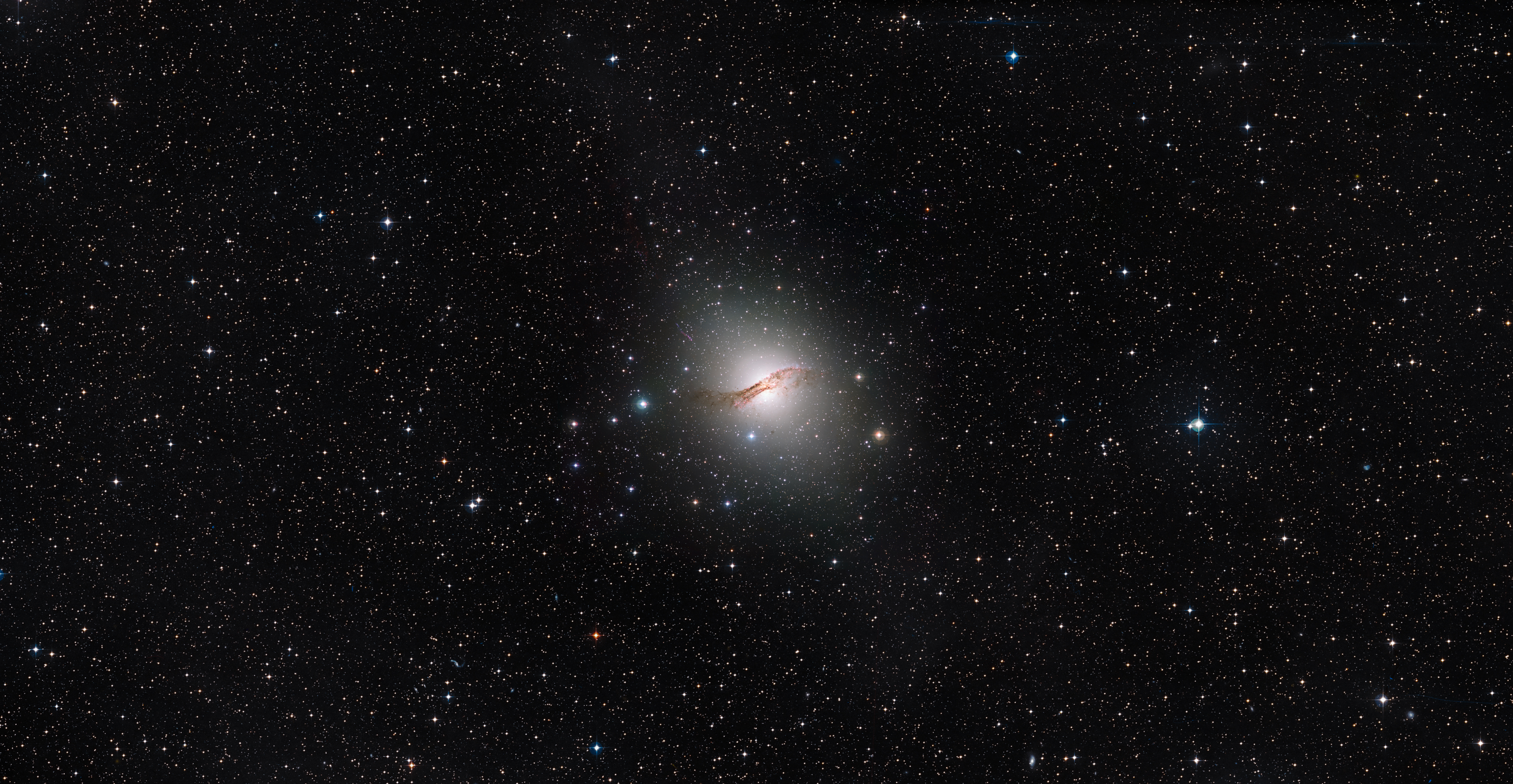
Širokoúhlý snímek galaxie Centaurus A z Hubbleova vesmírného dalekohledu.
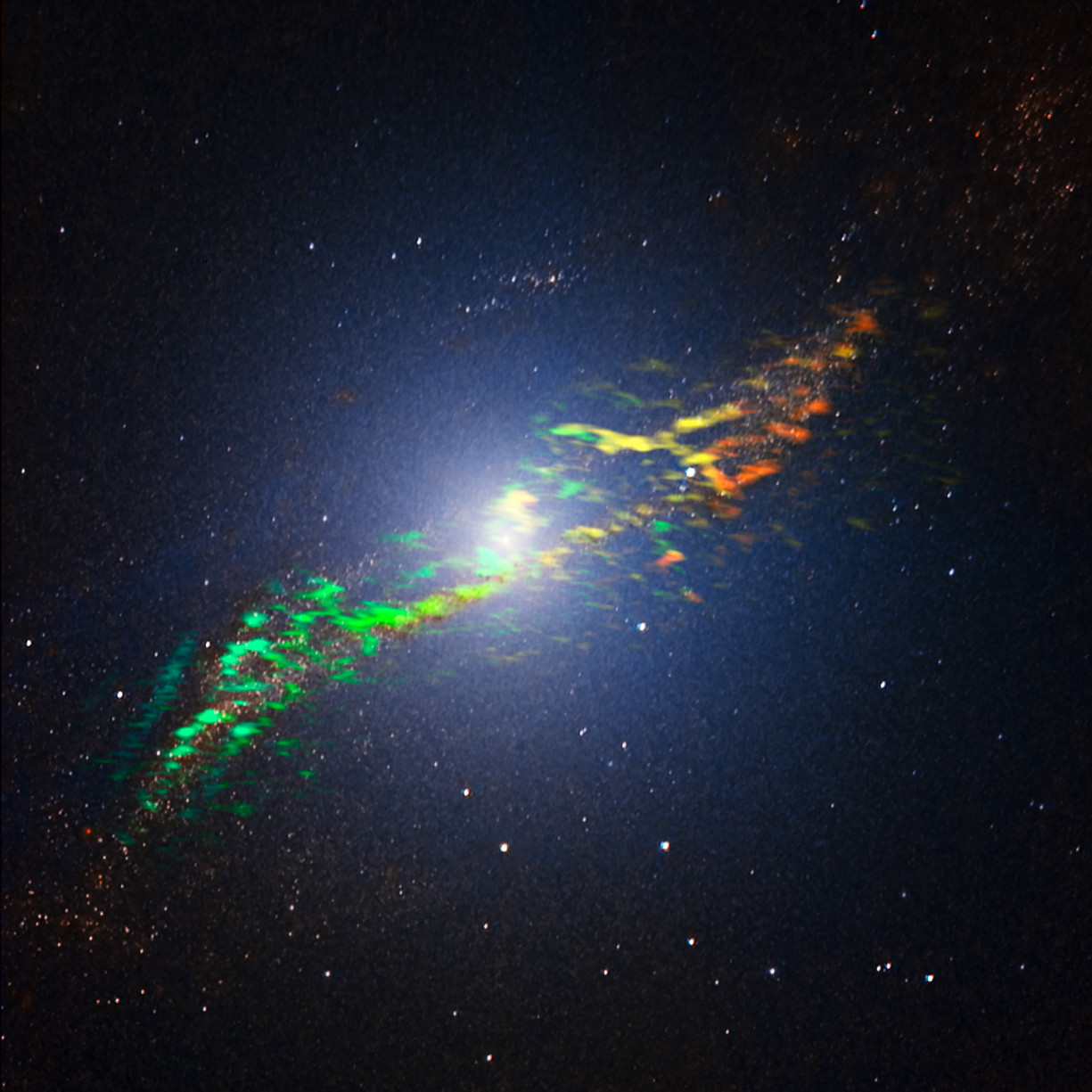
Rádiová galaxie Centaurus A na snímku z teleskopu ALMA.
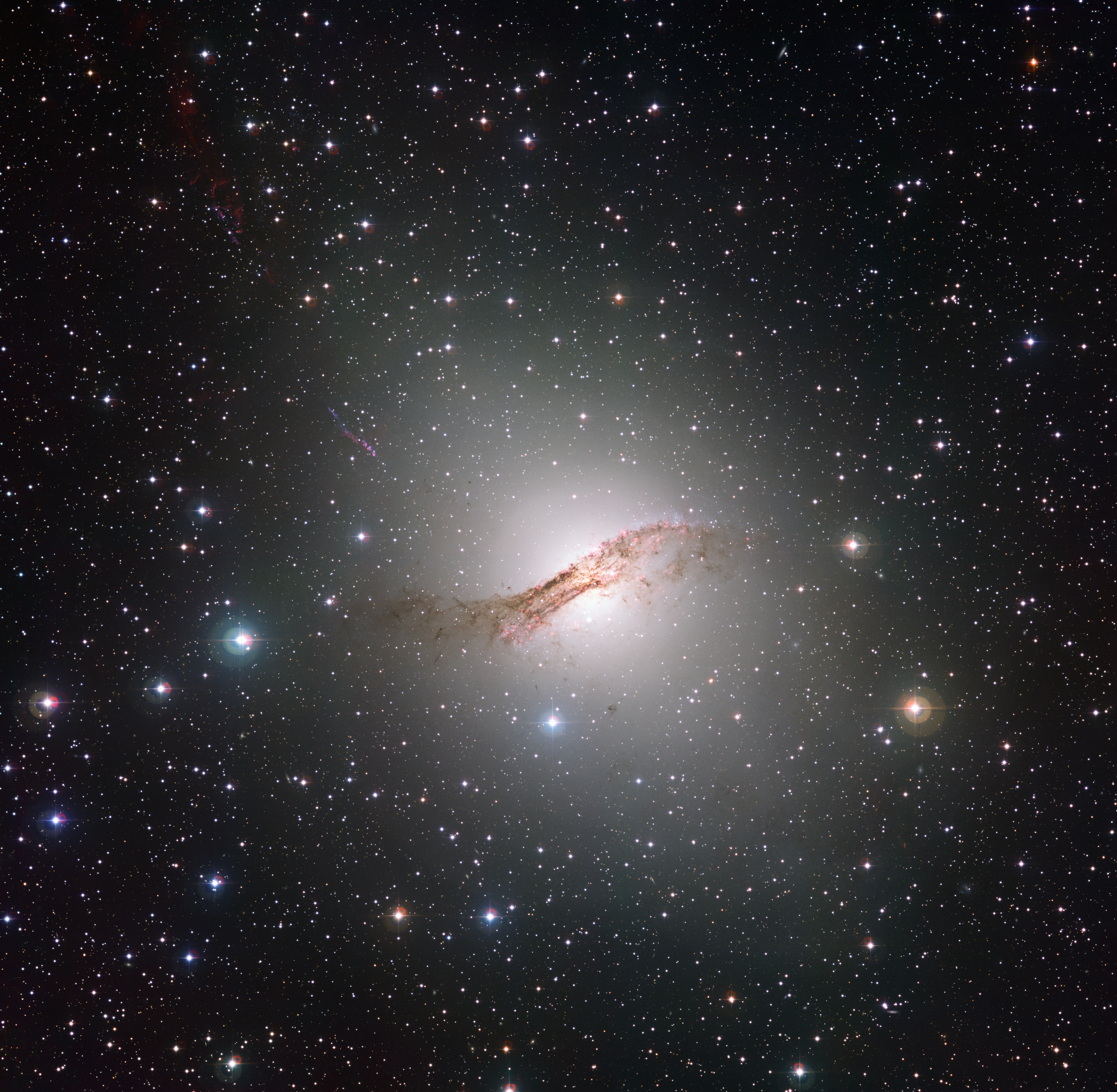
Snímek pořízený širokoúhlou kamerou dalekohledu o průměru 2,2 m na observatoři La Silla (ESO).
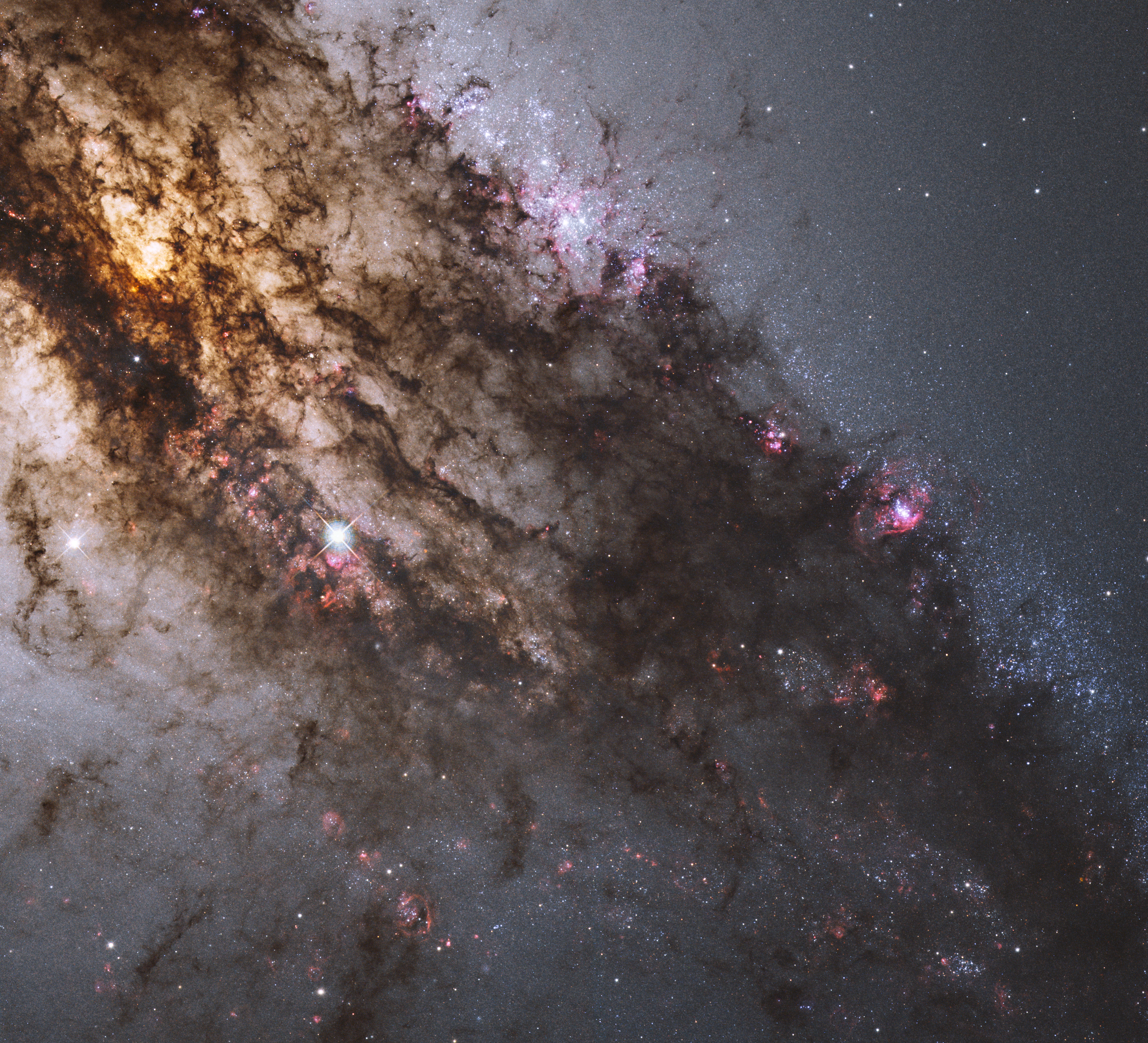
Širokospektrální snímek HST odhaluje sálající žár mladých modrých hvězdokup.
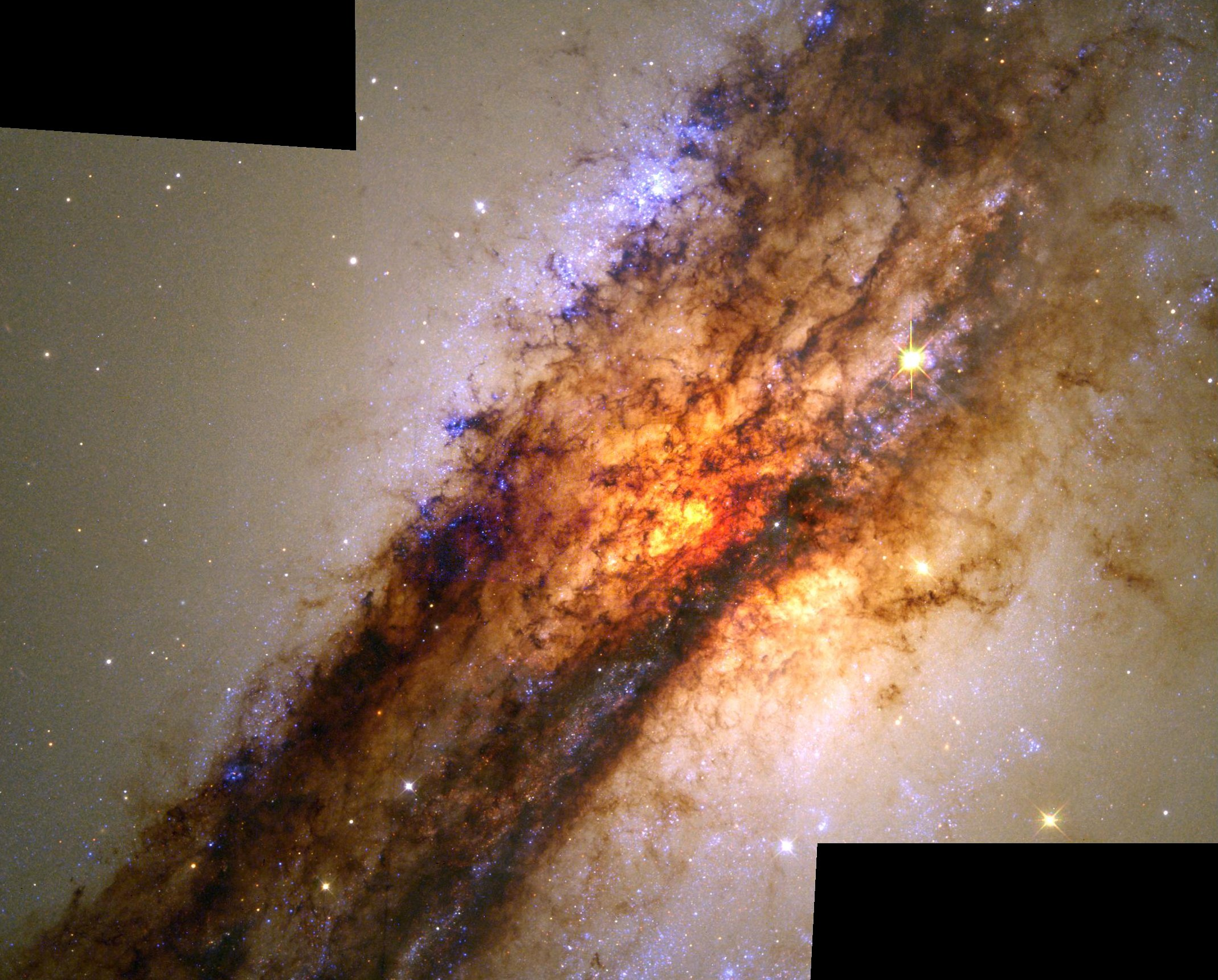
Snímek prachového disku před jádrem galaxie Centaurus A. Autor: HST/NASA/ESA.
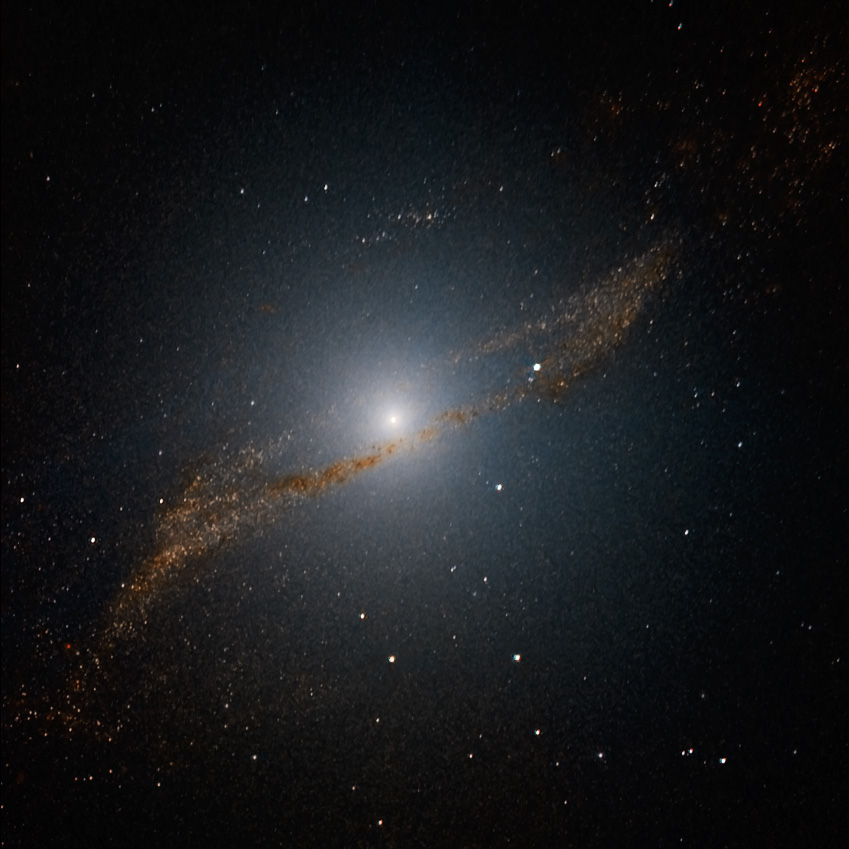
Infračervený snímek středové části galaxie Centaurus A s rovnoběžníkem, který vznikl pohlcením menší galaxie před 200 až 700 miliony let (3,58 m NTT, observatoř La Silla).
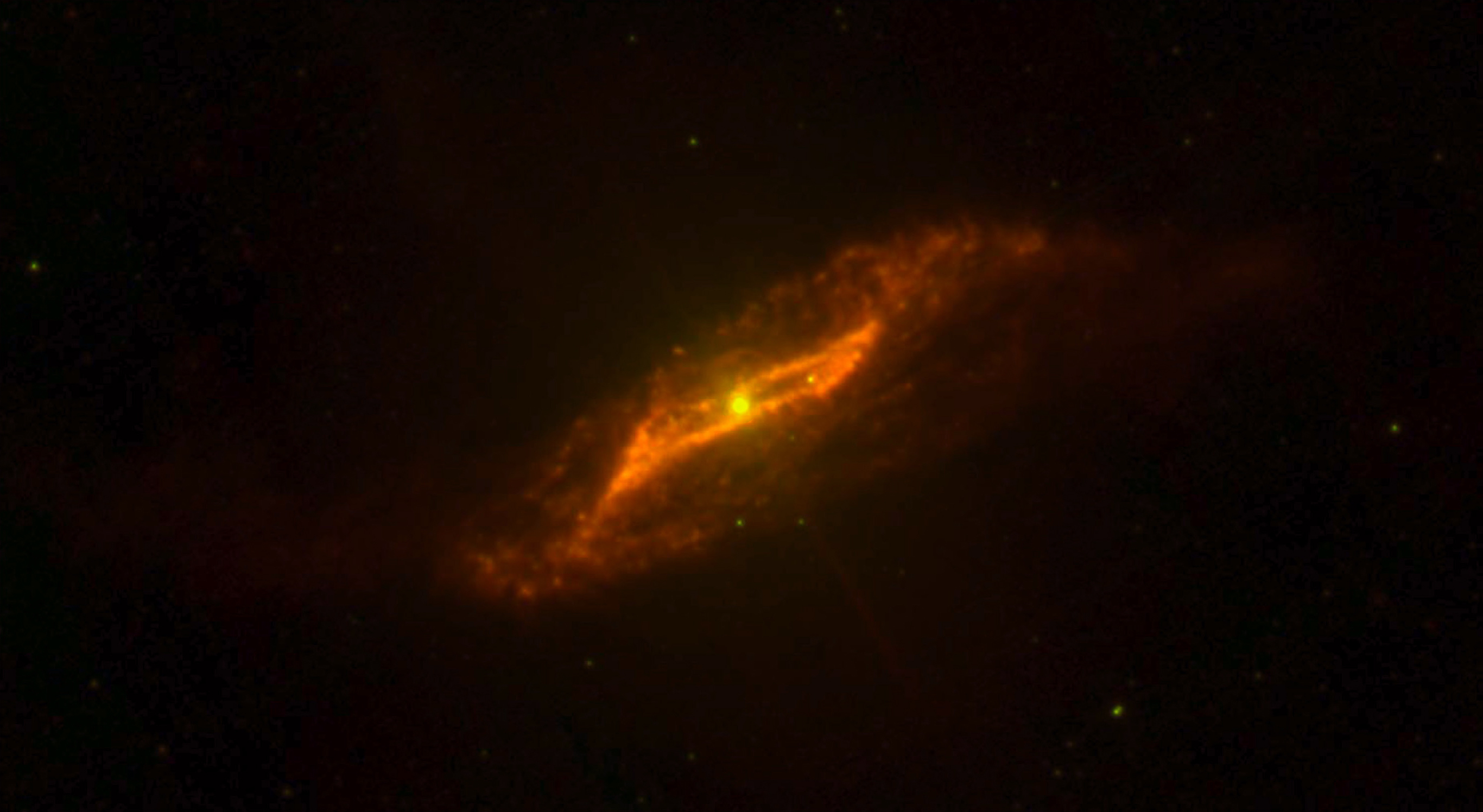
Silně zastíněný vnitřní spirální disk (s příčkou?) na vlnové délce 24 μm. Spitzerův vesmírný dalekohled.
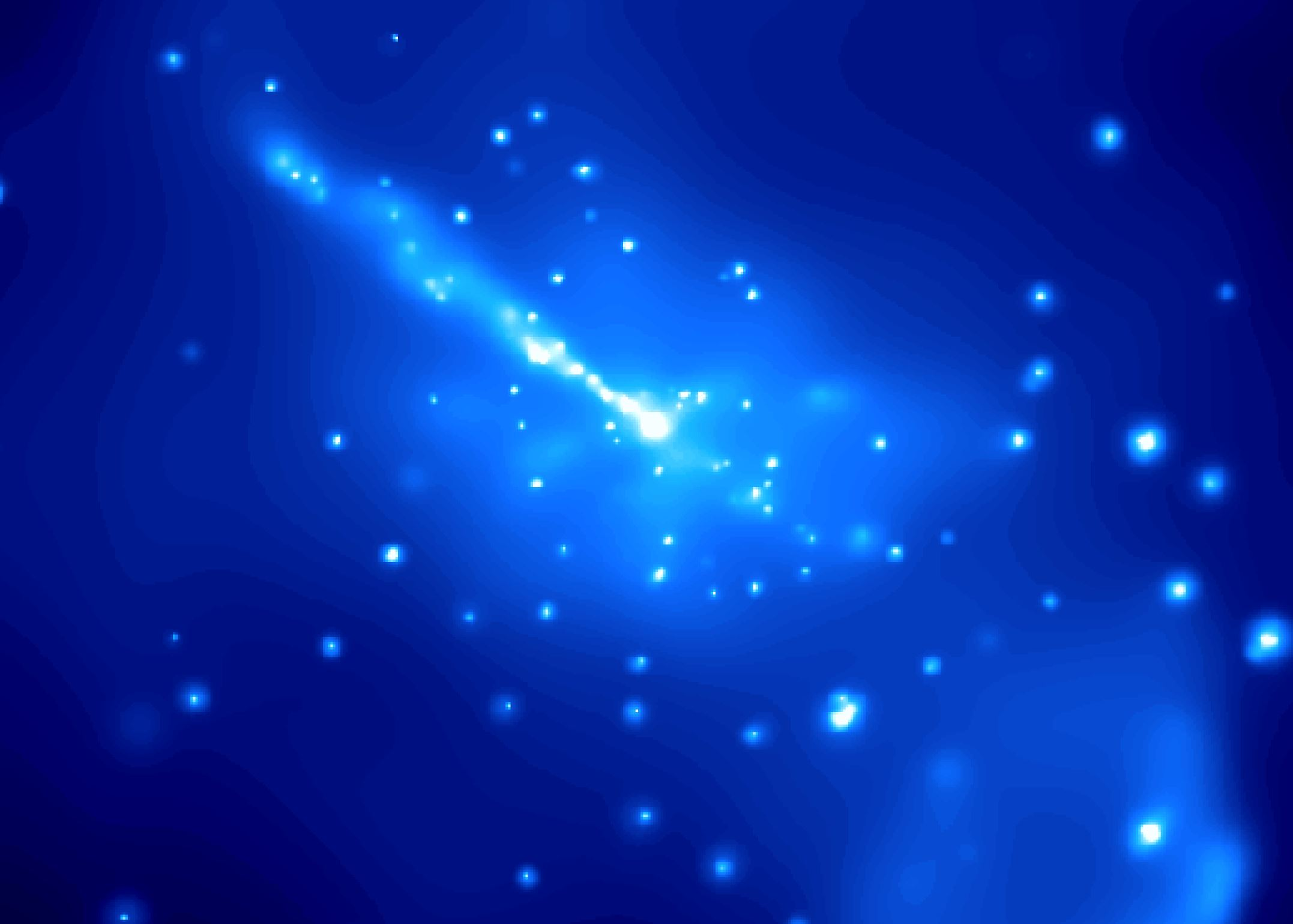
Rentgenový snímek z dalekohledu Chandra ukazuje výtrysk plazmatu z centrální černé díry.
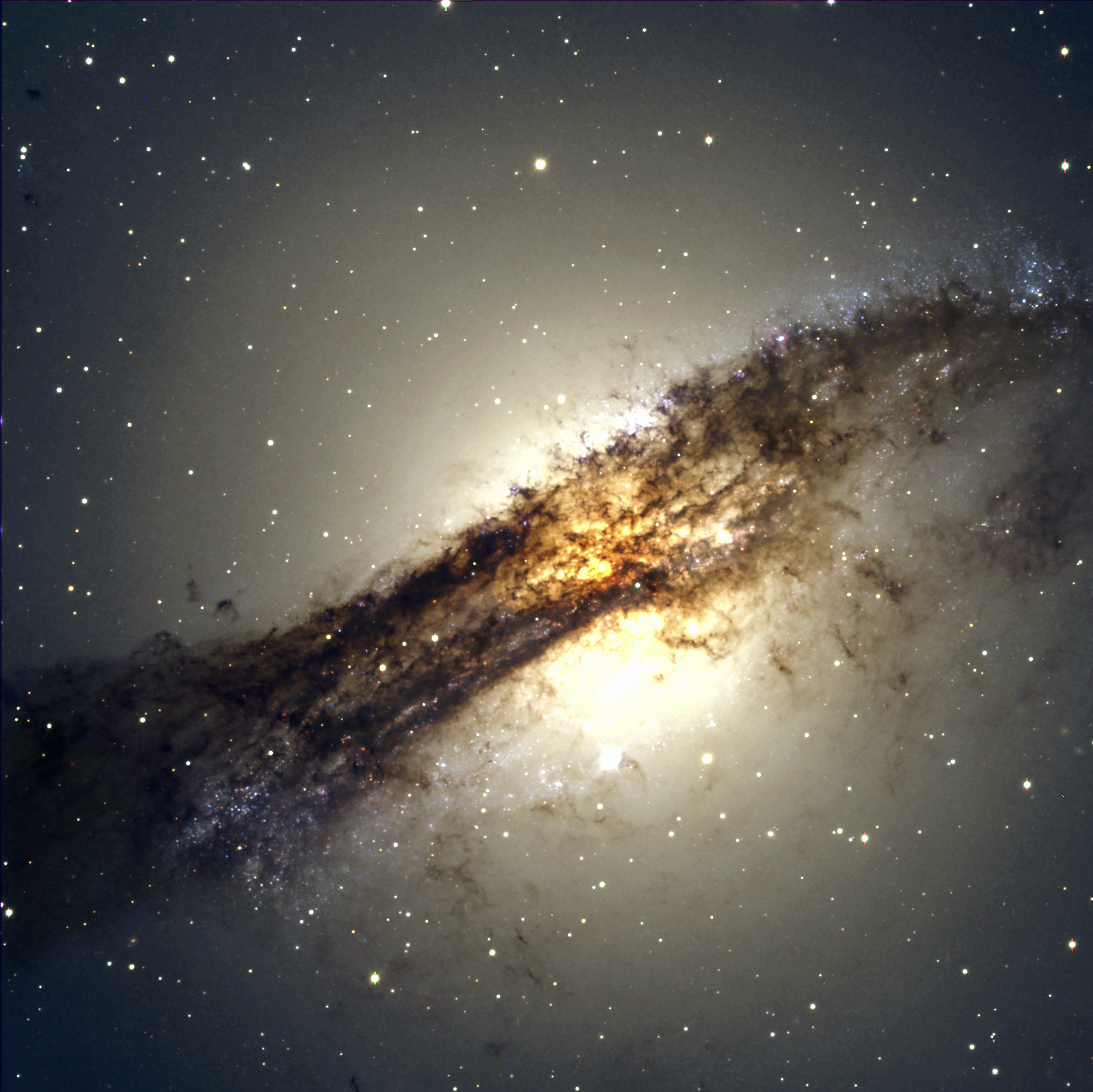
Snímek galaxie Centaurus A ve viditelném spektru. Very Large Telescope, observatoř Paranal v Chile.
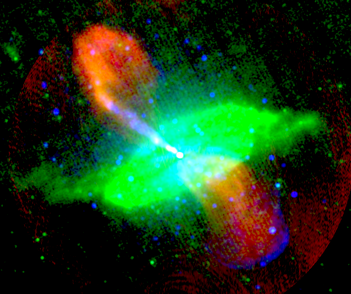
Galaxie Centaurus A na snímku v nepravých barvách: rádiové vlny (červená), infračervené záření 24 μm (zelená) a rentgenové záření 0.5–5 keV (modrá).
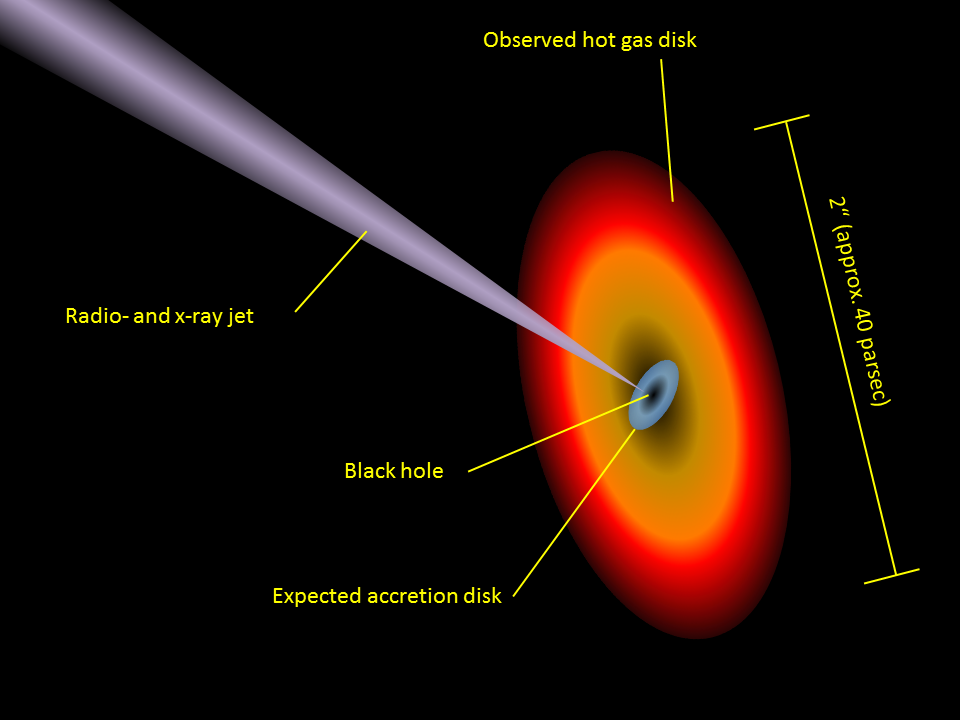
Schéma středové části galaxie Centaurus A.
- Video o  výtryscích v galaxii Centaurus A.
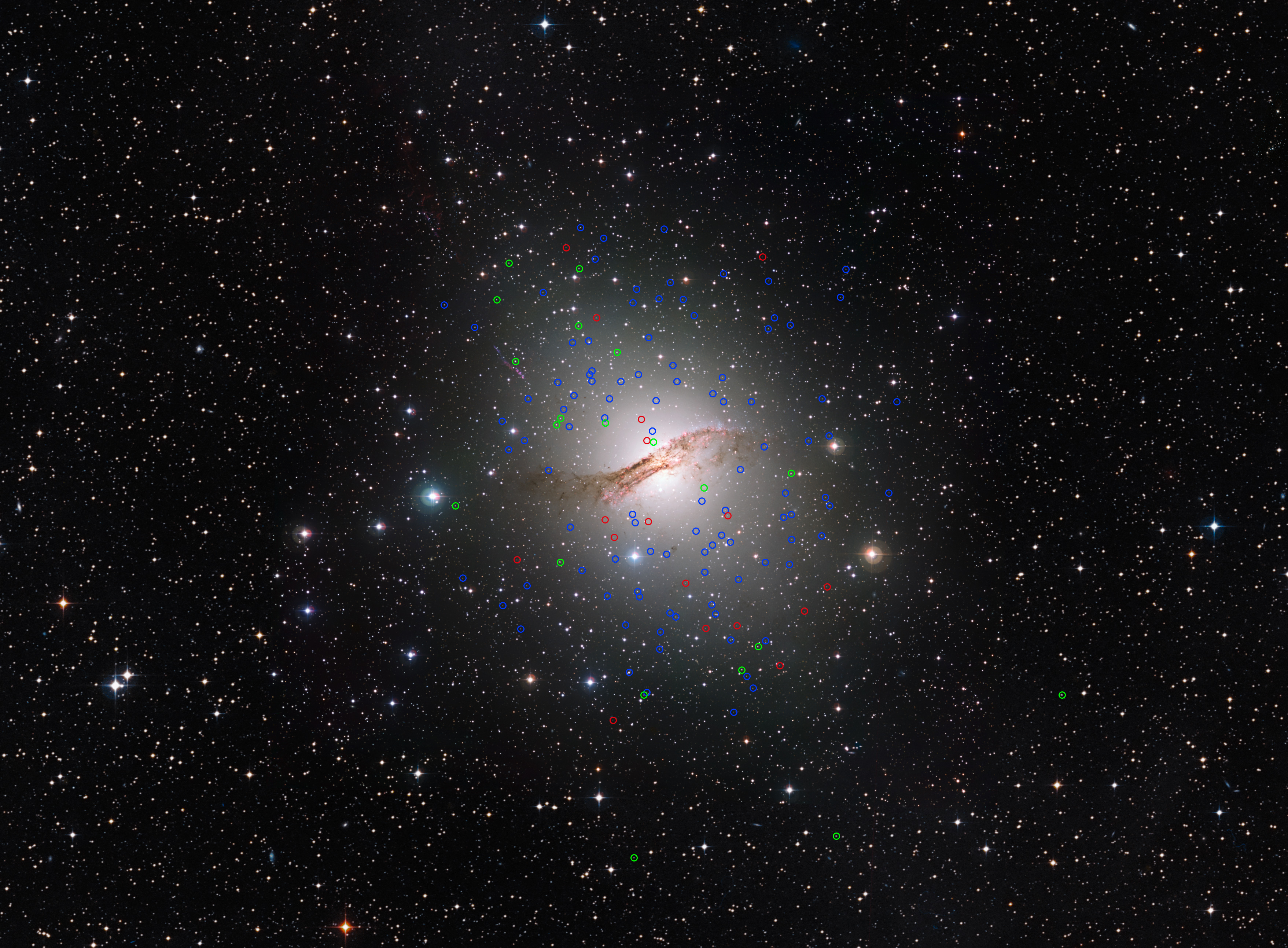
Eliptická galaxie Centaurus A a její podivné kulové hvězdokupy.